# Cyclos (tattica navale)
Il cyclos (in greco antico: κύκλος?) era una tattica militare navale difensiva adottata generalmente dalle imbarcazioni come le triremi, che durante la battaglia utilizzavano la propulsione a remi. Questa manovra era effettuata quando la flotta si trovava in inferiorità numerica.

## Descrizione
Quando la flotta era minacciata di accerchiamento, si disponeva in cerchio, posizionando le prue verso l'esterno.
Esempi di utilizzo di questa tattica si ebbero nella battaglia di Capo Artemisio (480 a.C.), quando le flotte delle poleis greche combatterono contro i Persiani; successivamente fu adottata dagli Spartani contro la flotta ateniese durante la battaglia di Rhium (429 a.C.).